# Ornavasso
Ornavasso – miejscowość i gmina we Włoszech, w regionie Piemont, w prowincji Cusio Ossola. Położona około 110 kilometrów na północny wschód od Turynu i około 11 kilometrów na północny zachód od Verbanii.
Według danych na rok 2004 gminę zamieszkiwało 3226 osób, 129 os./km².